# Alí ibn Husajn
Alí ibn Husajn (al-Hášimí) (arabsky: علي بن الحسين; Ali bin Husayn, *1879 Mekka, †14. června 1935 Bagdád) byl v letech 1924–1925 králem Hidžázu a šarifem a emírem Mekky. Patřil do dynastie Hášimovců.
Jeho otec Husajn ibn Alí mu roku 1924 přenechal vládu v Hidžázu, zatímco Alího bratři Abdalláh a Fajsal vládli v Zajordánsku a Iráku. Již následujícího roku byl však Hidžáz dobyt sultánem Nadždu, Abd al-Azíz Saúdem, což byl hlavní rival Hášimovců v Arábii, podporovaný wahhábovci. Alí se následně uchýlil do exilu v Iráku, kde i zemřel. Jedním z jeho vnuků byl poslední irácký král Fajsal II.

## Potomstvo
Alí ibn Husajn si v roce 1906 vzal za ženu Nafissu Khanum, měl s ní 4 dcery a jediného syna:
- Khadija Abdiya bint Alí
- Aliya bint Alí – manželka svého bratrance Ghaziho I., irácká královna a matka krále Fajsala II.
- Abdalláh ibn Alí – strýc Fajsala II. a irácký regent v letech 1939–1953
- Badiya bint Alí
- Jalila bint Alí